# NIAGARA CM SPECIAL Special Issue
『NIAGARA CM SPECIAL Special Issue』（ナイアガラシーエムスペシャル スペシャルイシュー）は、1983年11月1日に発売されたNIAGARA CM STARS名義による大滝詠一のコンピレーション・アルバム。

## 解説
CD用に、アナログ盤でリリースされていた『NIAGARA CM SPECIAL Vol.1』と『NIAGARA CM SPECIAL Vol.2』の2タイトルを再編集し、「Cider'83」が追加されたCMスペシャル。60秒タイプの「ドレッサー I」「Cider'77」は本作初収録。『Vol.1』にボーカル&インスト・ヴァージョンが収録されていた「ドレッサーII」は、本作にはボーカル・ヴァージョンのみ収録。
ジャケットは中山秦による新装ジャケット。帯とブックレット裏表紙、およびCD表面には“DIGITAL MASTERING”と表記されている。

## 収録曲
1. CM Special THEME  –  (0:10)
大瀧詠一
2. Cider'73  –  (0:28)
伊藤アキラ / 多羅尾伴内
3. Cider'73 (Tracks Only)  –  (0:28)
伊藤アキラ / 多羅尾伴内
4. Cider'74  –  (0:29)
伊藤アキラ / 多羅尾伴内
5. Cider'74 (Tracks Only)  –  (0:30)
伊藤アキラ / 多羅尾伴内
6. Cider'75  –  (0:28)
伊藤アキラ / 多羅尾伴内
7. Cider'75 (Tracks Only)  –  (0:28)
伊藤アキラ / 多羅尾伴内
8. Cider'77  –  (0:30)
伊藤アキラ / 多羅尾伴内
9. Cider'77 (Tracks Only)  –  (0:30)
伊藤アキラ / 多羅尾伴内
10. Cider'73 (Long Version)  –  (1:38)
伊藤アキラ / 多羅尾伴内
11. Cider'74 （ニューソウル変）  –  (0:36)
伊藤アキラ / 多羅尾伴内
12. Cider'74 （メレンゲ辺）  –  (0:27)
伊藤アキラ / 多羅尾伴内
13. Cider'75 （SAX編）  –  (0:26)
伊藤アキラ / 多羅尾伴内
14. Cider'77 （60秒）  –  (1:02)
伊藤アキラ / 多羅尾伴内
15. アシ・アシ *  –  (0:38)
伊藤アキラ / 多羅尾伴内
16. Summer Lotion *  –  (0:58)
伊藤アキラ / 多羅尾伴内
17. 若返り *  –  (0:33)
博報堂 / 多羅尾伴内
18. 丈夫な夫婦 *  –  (0:30)
電通 / 多羅尾伴内
19. コメッコ *  –  (0:40)
大阪博報堂 / 多羅尾伴内
20. ココナツ・コーン *  –  (0:28)
電通 / 多羅尾伴内
21. ジーガム (A Type) *  –  (0:51)
伊藤アキラ / 多羅尾伴内
22. ジーガム (B Type) *  –  (0:41)
伊藤アキラ / 多羅尾伴内
23. クリネックス・ティシュー *  –  (0:30)
屋宣博 / 多羅尾伴内
24. どんな顔するかな *  –  (0:27)
博報堂 / 多羅尾伴内
25. ムーチュ *  –  (0:29)
多羅尾伴内
26. ドレッサー I *  –  (1:00)
電通 / 多羅尾伴内
27. ドレッサー II *  –  (0:34)
電通 / 多羅尾伴内
28. スメランド *  –  (0:41)
電通 / 多羅尾伴内
29. タマゴのタンゴ *  –  (1:56)
佐々木克彦 / 多羅尾伴内
30. 冷たく愛して *  –  (0:31)
伊藤アキラ / 多羅尾伴内
31. Good Day Nissui *  –  (0:55)
伊藤アキラ / 多羅尾伴内
32. MG5*  –  (0:20)
東急AGC / 多羅尾伴内
33. A面で恋をして  –  (0:30)
松本隆 / 大瀧詠一
34. 風立ちぬ  –  (0:45)
松本隆 / 大瀧詠一
35. Lemon Shower  –  (0:40)
糸井重里 / 大瀧詠一
36. 大きいのが好き  –  (0:35)
伊藤アキラ / 大瀧詠一
37. UFO  –  (0:29)
伊藤アキラ / 多羅尾伴内
38. ハウス・プリン  –  (0:29)
伊藤アキラ / 多羅尾伴内
39. レモンのキッス（アパッチ）  –  (0:35)
D MANNING / みナみカズみ
40. レモンのキッス（佐藤奈々子）  –  (0:58)
D MANNING / みナみカズみ
41. オシャレさん  –  (0:34)
博報堂 / 多羅尾伴内
42. 出前一丁  –  (0:30)
伊藤アキラ / 萬年社 / 多羅尾伴内
43. 大関  –  (0:28)
伊藤アキラ / 電通 / 多羅尾伴内
44. Big John A  –  (0:30)
多羅尾伴内
45. Big John B  –  (0:29)
多羅尾伴内
46. Hankyu Summer Gift  –  (1:02)
伊藤アキラ / 多羅尾伴内
47. 悲しき Walkman '81  –  (0:33)
旭通信社 / 多羅尾伴内
48. Marui Sports  –  (1:59)
仲畑貴志 / 多羅尾伴内
49. Cider '83  –  (0:29)
伊藤アキラ / 大瀧詠一
50. CM Special Vol.2  –  (1:11)
大瀧詠一

*：MONO

## クレジット
- Produced by 大瀧詠一 for Niagara Enterprises.
- Sleeve Design: 中山秦

## リリース履歴
| #  | 発売日        | リリース                                    | 規格                   | 品番                        | 備考 |
| -- | ------------- | ------------------------------------------- | ---------------------- | --------------------------- | --- |
| 1  | 1977年3月25日 | ナイアガラ ⁄ コロムビア                     | LP                     | LZ-7005-E (NGLP-509,510-CM) | - 『NIAGARA CM SPECIAL Vol.1』 - ライナーに多羅尾伴内の解説付き。また、歌詞かあども付いている。 |
| 2  | 1981年4月1日  | ナイアガラ ⁄ CBSソニー                      | LP                     | 23AH 1244 (NGLP-509,510-CM) | - 『NIAGARA CM SPECIAL Vol.1 2nd Issue』 - イエロー・レーベルに変更。25cm盤になり、解説と歌詞かあどが省略される。また、新曲追加、差し替えなどがあり、“2nd Issue”となる。                                                       |
| 3  | 1981年4月1日  | ナイアガラ ⁄ CBSソニー                      | CT                     | 23KH 964                    | 『NIAGARA CM SPECIAL Vol.1 2nd Issue』 |
| 4  | 1981年12月2日 | ナイアガラ ⁄ CBSソニー                      | LP                     | 00AH 1385 (NGLP-509,510-CM) | - 『NIAGARA CM SPECIAL Vol.1 2nd Issue』 - 『NIAGARA VOX』(9LP:00AH 1381~9)の中の一枚。 |
| 5  | 1982年10月1日 | ナイアガラ ⁄ CBSソニー                      | - LP - CT              | 15AH 1515 (NGLP-537,538-CM) | - 『NIAGARA CM SPECIAL Vol.2』 - 30センチ45回転盤。 |
| 6  | 1982年10月1日 | ナイアガラ ⁄ CBSソニー                      | CT                     | 15KH 1217                   | 『NIAGARA CM SPECIAL Vol.2』 |
| 7  | 1983年11月1日 | ナイアガラ ⁄ CBSソニー                      | CD                     | 35DH 28 (NGCD-10-CM)        | - 『NIAGARA CM SPECIAL Special Issue』 - CD用に『Vol.1』『Vol.2』を再編集したもの。「Cider'83」が加えられたほか、ヴァージョン違いに差しかわっている曲がある。初回盤にはアーティスト番号なし。                                  |
| 8  | 1986年6月1日  | ナイアガラ ⁄ CBSソニー                      | CD                     | 00DH 408 (NGCD-15-CM)       | - 『NIAGARA CM SPECIAL Vol.1 2nd Issue』 - 『NIAGARA CD BOOK I』(8CD:00DH 401~8)の中の一枚。23AH 1244のCD化。単独発売なし。 |
| 9  | 1995年3月24日 | ナイアガラ ⁄ ソニー                         | CD                     | SRCL 3215 (NGCD-0-OM)       | - 『NIAGARA CM SPECIAL』 - タイトル変更。ジャケットが『Vol.1』と同じになる。大滝詠一による新ライナーが入る。『Special Issue』とは曲順、収録内容が多少異なる。レーベルが赤になり、“SPECIAL EDITION”の外袋ステッカーが貼られる。 |
| 10 | 2007年3月21日 | ナイアガラ ⁄ ソニー                         | CD                     | SRCL 5007                   | - 『NIAGARA CM SPECIAL Vol.1 3rd Issue 30th Anniversary Edition』 - タイトル変更。笛吹銅次による2007年リマスター音源。“Rarities”14曲、“Fussa Demo”8曲を含む70曲収録。                                                          |
| 11 | 2011年3月21日 | ナイアガラ ⁄ ソニー                         | CD                     | SRCL 7504                   | - 『NIAGARA CM SPECIAL Vol.1』 - 『NIAGARA CD BOOK I』(12CD:SRCL 7500~11)の中の一枚、新規リマスター音源。 |
| 12 | 2014年3月19日 | ナイアガラ ⁄ ソニー                         | デジタル・ダウンロード | –                           | - 『NIAGARA CM SPECIAL Vol.1』 - 通常音質（全34曲：AAC 128/320kbps） |
| 13 | 2015年3月21日 | ナイアガラ ⁄ ソニー・ミュージックレーベルズ | CD                     | SRCL 8704                   | - 『NIAGARA CM SPECIAL Vol.2』 - 『NIAGARA CD BOOK II』(12CD:SRCL 8700~11)の中の一枚、アナログ盤の内容をリイシュー。初CD化。                                                                                                   |